# Carsac-Aillac

Carsac-Aillac este o comună în departamentul Dordogne din sud-vestul Franței. În 2009 avea o populație de 1.479 de locuitori.

## Evoluția populației
| An        | 1975 | 1982 | 1990  | 1999  | 2006  | 2009  |
| --------- | ---- | ---- | ----- | ----- | ----- | ----- |
| Populație | 782  | 950  | 1.219 | 1.217 | 1.460 | 1.479 |

## Personalități legate de biserică
- François Bordes (1919-1981), geolog și preistoric, alias Francis Carsac, autor de science fiction, este înmormântat în Carsac, la fel și soția sa Denise de Sonneville-Bordes (1919-2008), ea însăși preistorică.
- Solange Sanfourche (1922–2013), a fost o luptătoare în Rezistența franceză din timpul celui de-al Doilea Război Mondial.